# BRC Borculo
El BRC Borculo es un club holandés de natación y waterpolo con sede en la ciudad de Borculo.

## Palmarés
- 1 vez campeón de la Liga de los Países Bajos de waterpolo masculino (2011)